# Edgar Allan Poe (Film)
Edgar Allan Poe, ursprünglich mit Schreibfehler als Edgar Allen Poe veröffentlicht, ist ein biografischer S/W-Stummfilm des US-amerikanischen Regisseurs D.W. Griffith aus dem Jahre 1909 über den US-amerikanischen Schriftsteller Edgar Allan Poe.

## Inhalt und Geschichte
Der etwa sieben Minuten lange Film entstand zum 100. Geburtstag Poes und stellt in dramatisierter Form scheinbar Szenen aus dessen Leben dar: Er zeigt Poes todkranke Ehefrau Virginia und die sich aus der Situation ergebende Entstehung seines berühmtesten Gedichts Der Rabe (The Raven).
Das Paar lebt in ärmlichsten Verhältnissen. Angesichts des Leidens seiner Frau und ihres drohenden Todes erscheint dem verzweifelten Poe ein Rabe, der sich auf einer Büste Pallas Athenes niederlässt und den Schriftsteller so zu einem Gedicht inspiriert. Nach mehreren Versuchen, das Werk zu verkaufen, erhält Poe schließlich von einem Verleger etwas Geld. Von diesem kauft er Lebensmittel und eine Decke für seine Frau, nur um bei seiner Rückkehr festzustellen, dass diese bereits gestorben ist. Der Film endet damit, dass Poe über dem Leichnam zusammenbricht.
Griffiths Film ist der erste Versuch einer filmischen Biografie Poes und ein früher Film des noch weitgehend unbekannten Regisseurs. 1914 drehte Griffith The Avenging Conscience, einen weiteren Film, der auf verschiedenen literarischen Vorlagen Poes beruht, unter anderem auf The Tell-Tale Heart.
Die Premiere von Edgar Allen Poe war am 8. Februar 1909.